# NADH peroxidase
Trong enzyme học, NADH peroxidase (EC 1.11.1.1) là enzyme sẽ xúc tác phản ứng hóa học dưới đây
NADH + H+ + H2O2 {\displaystyle \rightleftharpoons } NAD+ + 2 H2O
Người ta cho rằng: chức năng NADH peroxidase là vô hiệu hóa H2O2 được tạo ra trong tế bào, chẳng hạn như từ enzyme glycerol-3-phosphate oxyase trong quá trình chuyển hóa glycerol hoặc phá hủy superoxide, trước khi chất này gây tổn thương đến các thành phần của tế bào.
Ba cơ chất của enzyme này là NADH, H+ và H2O2, còn hai sản phẩm là NAD+ và H2O. Enzyme này có sử dụng cofactor là FAD, tuy nhiên FADH2 trung gian ở trạng thái rời không được quan sát thấy.
Enzyme này thuộc vào họ enzyme oxy hóa-khử (oxidoreductase), cụ thể hơn là vào nhóm các enzyme sử dụng peroxide làm chất nhận (peroxidase). Tên hệ thống của nhóm enzyme này là NADH:hydrogen-peroxide oxidoreductase. Một số các tên khác được sử dụng là DPNH peroxidase, NAD peroxidase, diphosphopyridine nucleotide peroxidase, NADH-peroxidase, nicotinamide adenine dinucleotide peroxidase, và NADH2 peroxidase.

## Chức năng
Đầu tiên, NADH peroxidase giúp loại bỏ hydro peroxide có khả năng gây hại đến tế bào trong điều kiện sinh trưởng hiếu khí và cũng như bảo vệ chống lại stress oxy hóa qua H2O2. Thứ hai, enzyme thể hiện một cơ chế bổ sung để tái tạo NAD+ cần thiết cho quá trình chuyển hóa lên men nghiêm ngặt của sinh vật. Ngoài ra, enzyme này cũng có thể bảo vệ trước H2O2 ngoại sinh và góp phần vào độc lực của vi khuẩn.
Chức năng thực tế của NADH peroxidase và oxidase trong thực vật vẫn chưa rõ ràng, nhưng chúng có liên quan đến stress oxy hóa thông qua việc tạo ra H2O2.
Một chức năng khác có thể có của NADH peroxidase là giúp điều hòa sự hình thành H2O2 trong việc nới lỏng và tái cấu trúc thành tế bào.